# Glass Coach

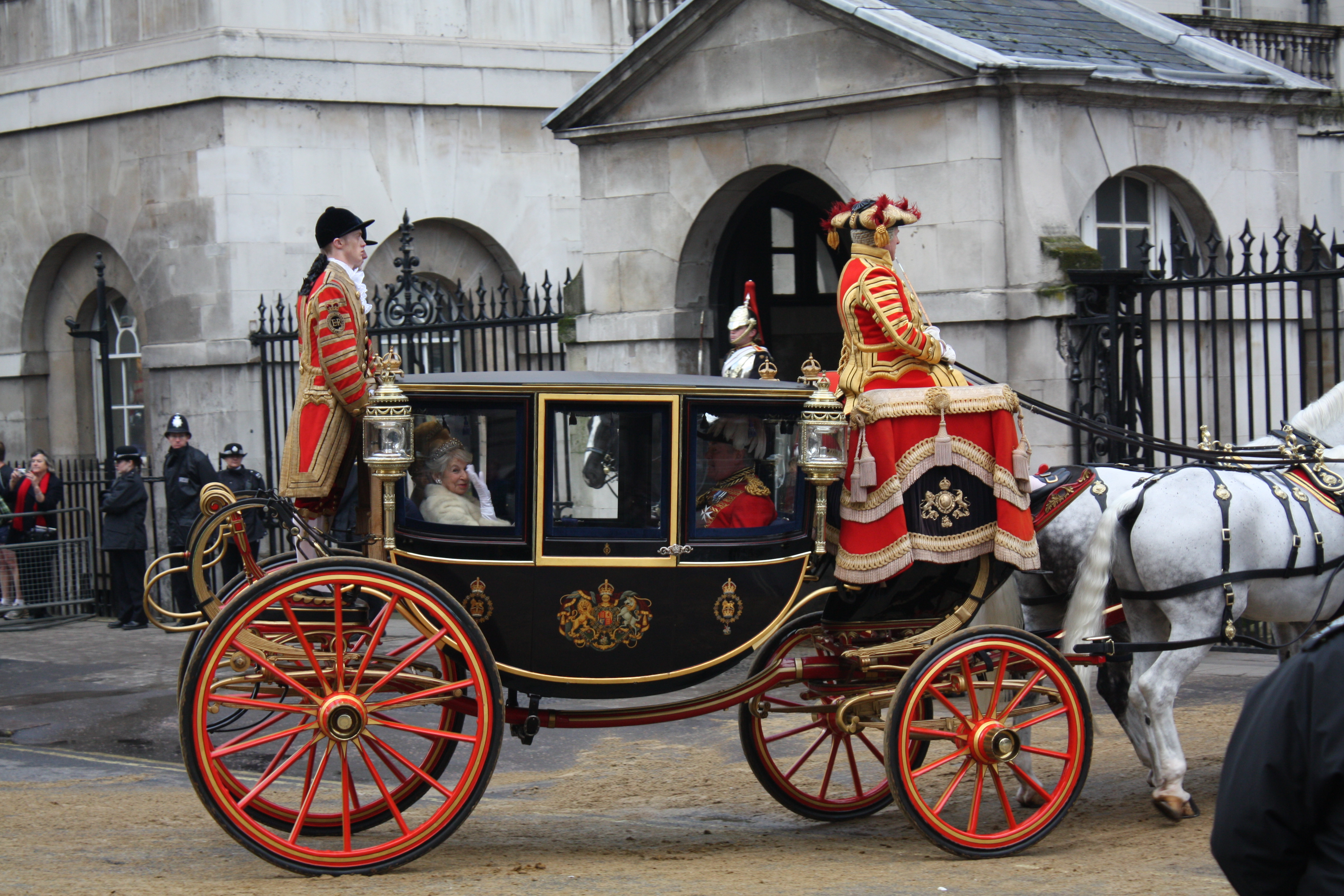
O Glass Coach retornando as Damas de companhia em espera para o Palácio de Buckingham após a Abertura do Parlamento, em 2008.

O Glass Coach (em português: Carruagem de Vidro) é uma das principais carruagens do monarca britânico. Construído pela Peters & Sons de Londres em 1881, foi originalmente concebido como um treinador do xerife, mas foi comprado pela Coroa a tempo para a coroação de Jorge V em 1911.
É usado todos os anos em várias ocasiões do Estado, mas tem sido mais notavelmente empregado em Casamentos Reais, seja para transmitir a noiva à Igreja antes do culto (como foi o caso com Lady Diana Spencer em 1981), ou para transportar os recém-casados Noiva e Noivo da Igreja após o culto (como aconteceu com a princesa Elizabeth e o Duque de Edimburgo em 1947). Desde 2012, tem sido usado para transportar a Rainha e o Duque de Edimburgo de e para a Horse Guards Parade para Trooping the Colour.
A Carruagem de Vidro é conduzido por um cocheiro e pode ser puxado por dois ou quatro cavalos. Quando não está em uso, é mantido (e muitas vezes em exibição pública) no Royal Mews, em Londres.
Mais amplamente, o termo 'carruagem de vidro' pode ser usado para descrever qualquer coche que seja predominantemente envidraçado e não encerrado.